# Chemtura
Chemtura war ein US-amerikanisches Chemieunternehmen. Es war einer der größten Hersteller von Schmierfetten, Calciumsulfonat, Brom, insbesondere für bromierte Flammschutzmittel, Organometallverbindungen und Urethan-Präpolymeren.

## Geschichte

Logo der Great Lakes Chemical Corp.

Chemtura entstand 2005 durch Übernahme der Great Lakes Chemical Corporation aus West Lafayette (Indiana) durch die Crompton Corporation aus Middlebury (Connecticut). Die Crompton Corporation war bei der Fusion von Crompton & Knowles mit Witco (1999) entstanden. Damit kamen auch Uniroyal (1996 übernommen) und die Philips-Duphar-Niederlassung in Amsterdam (1995 von Uniroyal gekauft) zu Chemtura.
Das Geschäft mit Antioxidantien und Lichtschutzmitteln wurde 2013 an SK Capital verkauft und in Addivant umbenannt.
Der Bereich Agrochemie wurde 2014 an Platform Specialty Products (PSP) verkauft. Im September 2016 unterzeichnete Chemtura einen Vertrag zur Übernahme durch Lanxess. Die Übernahme wurde am 21. April 2017 abgeschlossen.

## Produkte

### Pflanzenschutzmittel
Bis zum Verkauf an PSP wurden das Herbizid Dichlobenil, die Fungizide Mancozeb und Oxycarboxin, die Insektizide Daminozid, Diflubenzuron und Triflumizol sowie die Akarizide Bifenazat und Propargit hergestellt. Auch Netzmittel auf Siloxan-Basis (Silwet) wurden von Chemtura hergestellt.

### Flammschutzmittel
- Decabromdiphenylether (Handelsname DE83R)
- Decabromdiphenylethan (Firemaster 2100)
- Hexabromcyclododecan (CD75P)
- Tetrabrombisphenol A (BA-59P)
- Tetrabrombisphenol-A-bis(2,3-dibrompropylether) (PE68)

## Kritik
2014 reichte Chemtura eine Klage gegen den Bundesstaat Kalifornien aufgrund der Änderungen der – de facto im ganzen Land plus Kanada angewandten – Brandsicherheitsvorschrift Technical Bulletin 117 ein und spielte gleichzeitig Fakten zu den Risiken für die Gesundheit und die Umwelt sowie zur Wirkungslosigkeit von Flammschutzmitteln in Schaum von Polstermöbeln herunter.